# Anthony Mossi
Anthony Mossi Ngawi (ur. 15 maja 1994 w Paryżu) – kongijski piłkarz występujący na pozycji bramkarza. Zawodnik klubu FC Baden.
W reprezentacji Demokratycznej Republiki Konga zadebiutował 28 maja 2018 w zremisowanym 1:1 towarzyskim meczu z Nigerią.